# يان سو
يان سو (بالصينية: 阎肃) هو كاتب أغاني وشاعر صيني، ولد في 9 مايو 1930 في باودينغ في الصين، وتوفي في 12 فبراير 2016 في بكين في الصين.

## وصلات خارجية
- يان سو على موقع IMDb (الإنجليزية)
- يان سو على موقع ميوزك برينز (الإنجليزية)
- يان سو على موقع قاعدة بيانات الفيلم (الإنجليزية)